# ذا ويذر ستيشن
ذا ويذر ستيشن هي فرقة موسيقية شعبية كندية بقيادة تمارا ليندمان، وتشكلت في عام 2006. لقد تغير أعضاء الفرقة على مر السنين، ولكن اعتبارًا من نوفمبر 2018 تشمل ليندمان، مع بن وايتلي على الغيتار، وويل كيدمان على الغيتار الكهربائي والمفاتيح، وإيان كيهو على الطبول.

## ديسكغرفي

### ألبومات
| الخط                                     | - تاريخ الصدور: 29 أبريل 2009 - التسمية: حرر ذاتيًا - التنسيق: قرص مضغوط، تنزيل رقمي                  | -   | -  |
| كل ذلك كان لي                            | - تاريخ الإصدار: 16 آب (أغسطس) 2011 - التسمية: لقد تغيرت - التنسيق: CD ، LP ، تنزيل رقمي             | -   | -  |
| وفاء                                     | - تاريخ الإصدار: 12 مايو 2015 - التسمية: عزاب الفردوس - التنسيق: CD ، LP ، تنزيل رقمي                | -   | -  |
| محطة الطقس                               | - تاريخ الصدور: 19 كانون الثاني (يناير) 2018 - التسمية: عزاب الفردوس - التنسيق: CD ، LP ، تنزيل رقمي | -   | -  |
| جهل                                      | - تاريخ الصدور: 5 فبراير 2021 - التسمية: بوسوم الدهون - التنسيق: CD ، LP ، تنزيل رقمي                | 136 | 61 |
| تشير "-" إلى الإصدارات التي لم يتم رسمها | |     |    |

### ألبومات مطولة
- الشرق EP (2008)
- الثنائي رقم 1-3 (2013)
- ماذا سأفعل بكل ما أعرفه EP (2014) [3] [4]